# Dun Ardtreck
Dun Ardtreck ist ein eisenzeitliches D-förmiges Dun oder ein Semi-Broch in der Nähe des Dorfes Portnalong auf der Minginish-Halbinsel an der Westküste der Insel Skye der Inneren Hebriden, in der Council Area Highland in Schottland. Es liegt am Rande einer Klippe auf einem Hügel.

## Beschreibung
Das Dun wurde mit der geraden Seite an dem Rand der Klippen errichtet und umschließt bogenförmig eine Fläche von etwa 13,0 mal 10,0 Metern. Die Landseite des Hügels wird durch abschüssige Felswände begrenzt, außer im Südosten, wo eine Lücke für ein äußeres Tor genutzt wurde. Die Struktur wurde auf der Felsenoberfläche errichtet. Sie hat eine rudimentär erhaltene Hohlwand. 

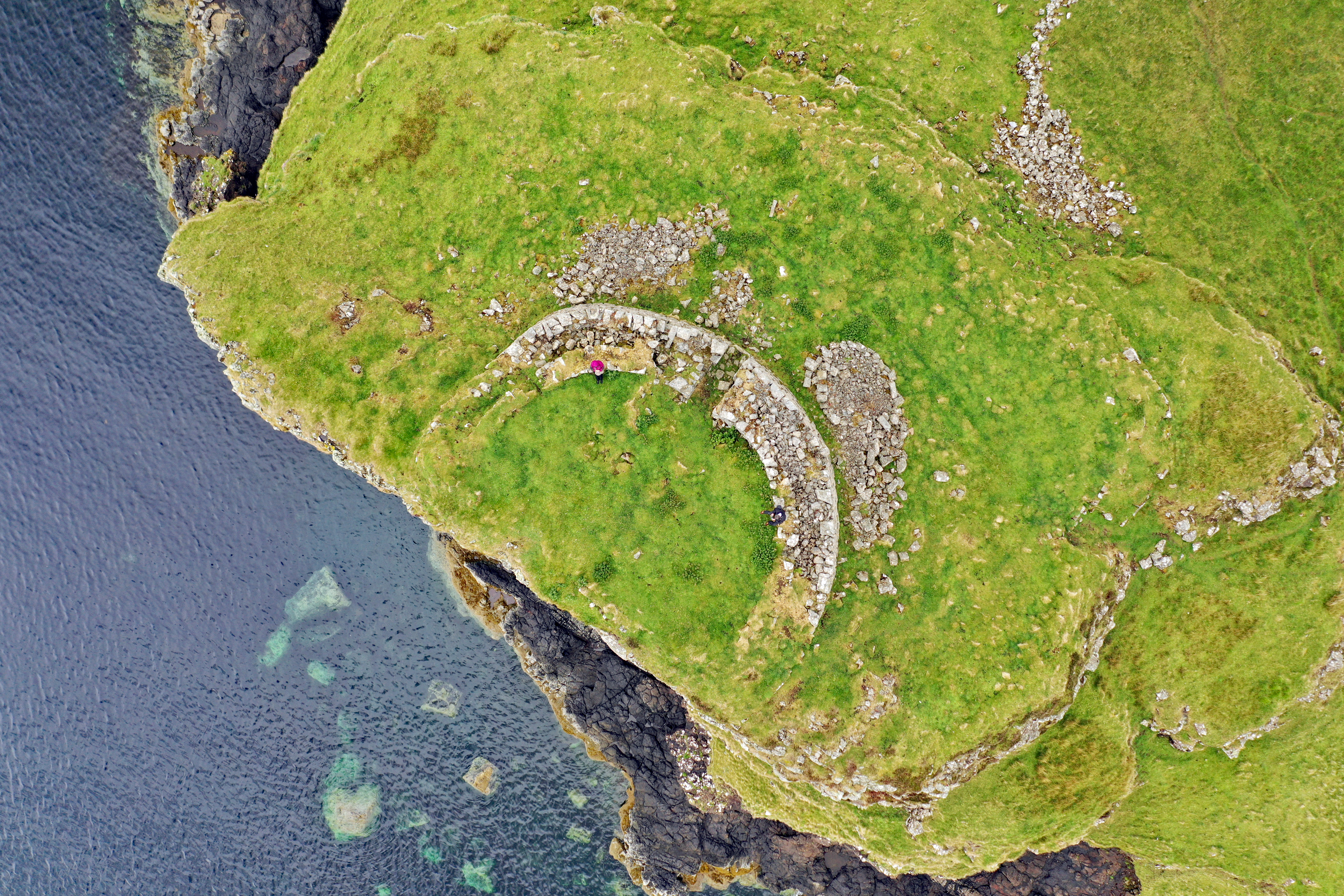
Luftbild

 Der Zugang mit einer für Brochs charakteristischen Wächterzelle (englisch guard-cell) ist gut erhalten. Eine intramurale Galerie deutet darauf hin, dass das Dun die hohe, hohle Mauer der Brochs hatte. Es gibt zwei Zugänge in die Wandgalerie, von denen einer an einem Ort liegt, wo sich die Galerie erweiterte, um eine Treppe aufzunehmen, von der aber keine Spuren erhalten blieben. Die Höhe der Mauer an der Klippe beträgt etwa 1,8 m, sie steigt dann etwas an. Um das Dun verläuft auf der Landseite an der Kante des Hügels eine äußere Mauer.
Dun Ardtreck wurde 1964–65 von Euan W. MacKie ausgegraben, um die Entwicklung der Brochs zu studieren. Auf eine grob eingeebnete Plattform wurde die Mauer gesetzt. Holzkohle von der Plattform wurde auf 115 v. Chr. datiert. Die erste Phase der Nutzung scheint kurz gewesen zu sein und mit der Zerstörung durch Feuer zu enden. Die zweite Phase wurde anhand von Töpferware bis zur Mitte des 2. Jahrhunderts n. Chr. datiert. Funde aus dieser Zeit umfassen Eisenwerkzeuge, Bronzeornamente, Glasringköpfe und Töpferscheiben sowie Scherben römischer Terra sigillata und das Stück einer römischen Perle.